# Aurélio Paz dos Reis

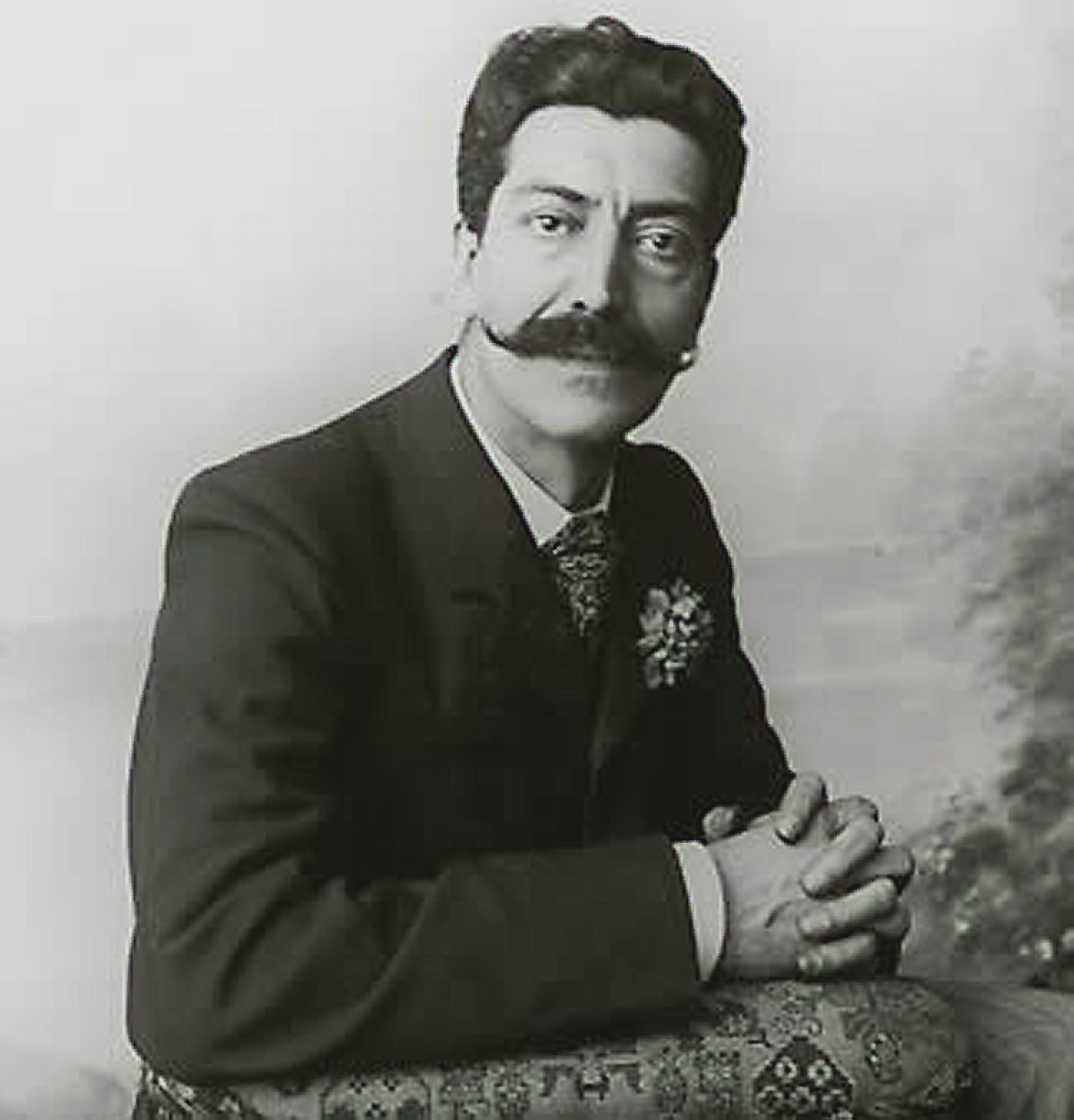
Aurélio Paz dos Reis

Aurélio da Paz dos Reis (* 28. Juli 1862 in Porto, Portugal; † 18. September 1931 ebenda) war ein portugiesischer Pflanzenzüchter, Fotograf, Filmpionier und Filmregisseur. Mit ihm beginnt die Filmgeschichte Portugals.
Paz dos Reis wurde 1862 in Porto geboren, war Pflanzenzüchter und Unternehmer. Er besaß ein Palais in der Rua de Nova Sintra, 125 mit Gartenbaubetrieb und großem Garten, aus dem er auch sein Blumen- und Samengeschäft „A Flora Portuense“ auf der Praça de D. Pedro, später Praça da Liberdade belieferte.
Später war er Revolutionär und hatte republikanische Ideen.
1896 kaufte er in Paris den ersten Cinematographen Portugals und drehte gut 33 Kurzfilme. Der erste seiner Kurzfilme trug den Titel Manobras de Bombeiros (zu Deutsch: „Feuerwehrleute im Einsatz“).
1897 besuchte er Rio de Janeiro, dort stellte er seinen Cinematographen und seine Filme vor, jedoch ohne größeren Erfolg.
Am 18. September 1931 starb Paz dos Reis im Alter von 69 Jahren in Porto.